# Защото аз казах така
„Защото аз казах така“ (на английски: Because I Said So) е американска романтична комедия от 2007 г., режисирана от Майкъл Лихмън. В нея участват актьорите Даян Кийтън, Менди Мор, Гейбриъл Махт, Лорън Греъм. Филмът излиза на 2 февруари 2007 г. и не се препоръчва за лица под 13 години, заради сексуални елементи в съдържанието, включващи диалог и някои частично голи сцени.